# Porcelaine à la cendre d'os

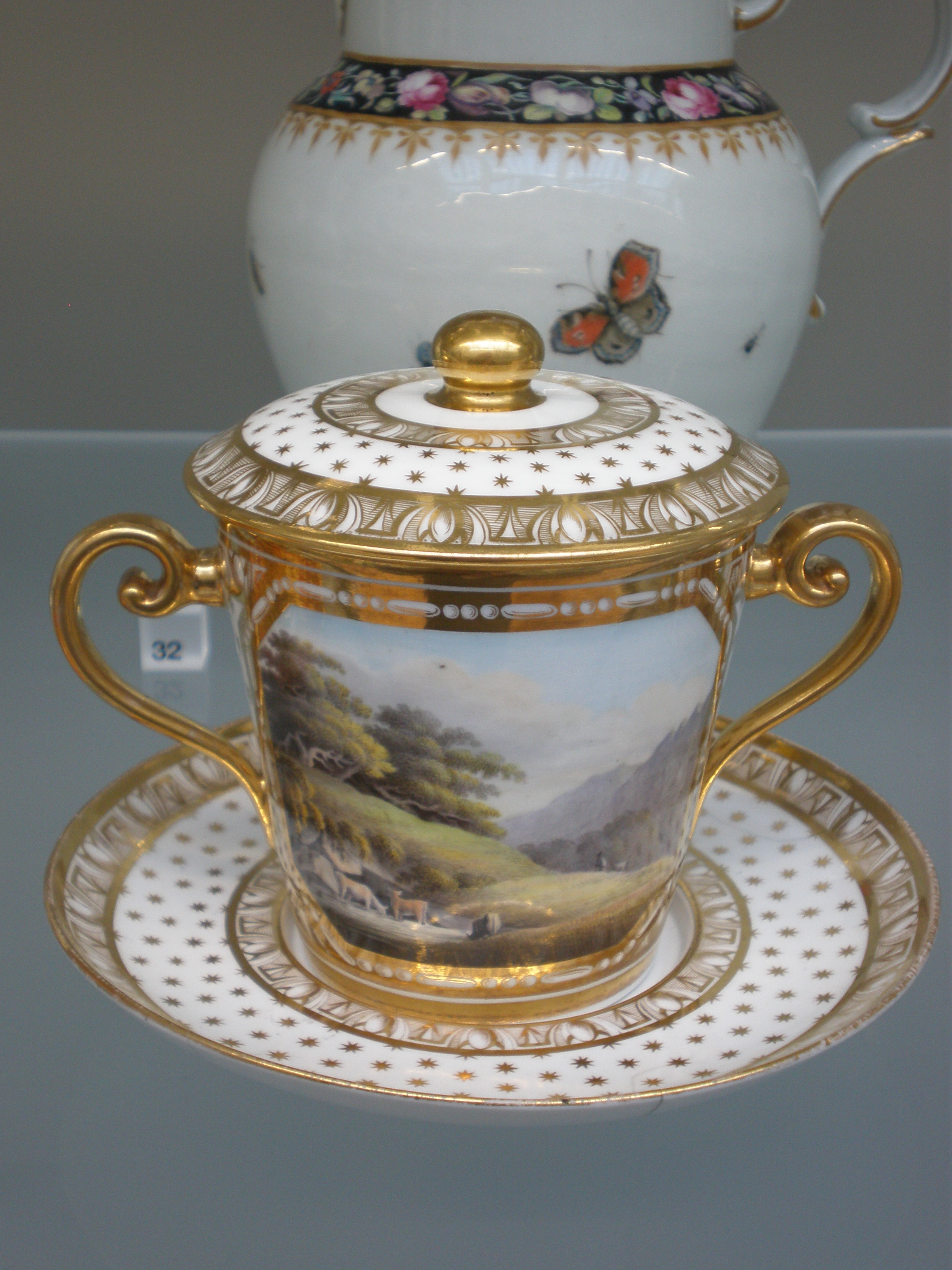
Tasse à chocolat à couvercle en porcelaine à la cendre d'os de Staffordshire, décorée et dorée, ca.1815-20 (Victoria and Albert Museum)

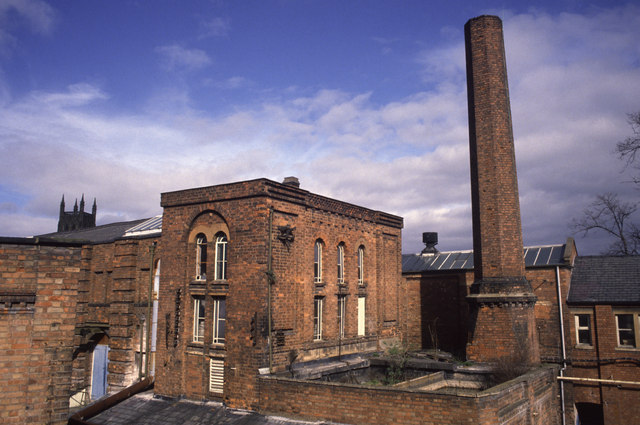
Moulin à pierre et os, Royal Worcester, Grande-Bretagne, utilisé avec sa machine à vapeur jusque dans les années 1950.

La porcelaine à la cendre d’os est un type de porcelaine phosphatique composé, en plus du kaolin, du feldspath et du quartz, d'un minimum de 30 % de cendre d’os désagrégée (phosphate de chaux) utilisée comme fondant, d'où le nom anglais de « bone china » (porcelaine d'os).

## Historique
La porcelaine à la cendre d’os est une porcelaine tendre mise au point par le céramiste anglais Josiah Spode, entre 1789 et 1793, pour améliorer la résistance des porcelaines tendres inspirées des productions du continent, des manufactures de Saint-Cloud ou de Chantilly. Les premiers essais furent réalisés par Thomas Frye à la Bow Porcelain Factory de Bow, à côté de Londres en 1748.

Caractérisée par son très haut degré de blancheur et de transparence, sa dureté et sa forte résistance aux chocs, elle est considérée comme étant l'une des porcelaines les plus raffinées et les plus nobles.
Elle s'imposa rapidement dans la plupart des manufactures britanniques de l'époque, au point de prendre la dénomination, en France, de « porcelaine anglaise ».

## Production
La production de la porcelaine à la cendre d'os est semblable à celle de la porcelaine dure. Elle demande cependant un plus grand soin en raison de sa faible plasticité et de sa plage de vitrification plus étroite. La formulation traditionnelle de la porcelaine à la cendre d'os est d'environ 25 % de kaolin, 25 % de pierre de Cornouailles (kaolinite) et 50 % de cendres d'os. Les cendres d'os utilisées proviennent d'os de bovins qui ont une faible teneur en fer. Ces os sont broyés avant d'être dégélatinés puis calcinés à 1 250 °C pour produire les cendres d'os. La cendre est ensuite broyée finement. Le kaolin est nécessaire pour donner la plasticité à la pâte permettant de mettre en forme les objets. Ce mélange est ensuite cuit à environ 1 200 °C, soit environ 150 à 200 °C en dessous de la porcelaine dure (porcelaine feldspathique).
La porcelaine à la cendre d'os se compose de deux phases cristallines, l'anorthite et le phosphate tricalcique noyés dans une quantité importante de verre.
Les matières premières de la porcelaine à la cendre d'os sont relativement onéreuses, et la production est exigeante en main-d'œuvre, ce qui explique que cette porcelaine conserve un statut de produit de luxe aux prix élevés.